# سینمای آلبانی

سینمای آلبانی سالانه ۱۲ تا ۱۴ فیلم تولید می‌کند

سینمای آلبانی (انگلیسی: Cinema of Albania) کارش را در سال‌های ۱۹۱۱ و ۱۹۱۲ با نمایش فیلم‌های خارجی و ساخت چند فیلم مستند در دوره پیش از جنگ جهانی اول و در خلال آن، آغاز کرد. در دوره حاکمیت سوسیالیست‌ها، مؤسسه فیلم آلبانی (کینو استودیو) با همکاری شوروی و با تأکید بر پروپاگاندای مربوط به درگیری‌های زمان جنگ، تأسیس شد. با بسته‌تر شدن فضای سیاسی و انزوای بیشتر کشور در دهه‌های ۱۹۷۰ و ۱۹۸۰، واردات فیلم‌های خارجی به شدت محدود شد و تولیدات داخلی که در گونه‌های مستندهای فرهنگی و پویانمایی قرار داشتند، رشد کردند.
در ۱۹۹۰، حدود ۲۰۰ فیلم در آلبانی ساخته شدند و بیش از ۴۵۰ سالن سینما وجود داشت که بسیاری از تجهیزات آن‌ها فرسوده و منسوخ‌شده بودند. با تحول اقتصادی در دهه ۱۹۹۰، کینو استودیو تفکیک شده و خصوصی شد. همزمان، مرکزی ملی برای فیلم‌سازی تأسیس شد در حالی که در شهرها، سالن‌های مدرن سینمایی ساخته می‌شد که اغلب فیلم‌های آمریکایی را نمایش می‌دادند. بین سالهای ۱۹۵۵ تا۱۹۶۵ عمده آثار ساخته شده در آلبانی حول محور جنگ‌های پارتیزانی و داستان‌های مرتبط با جنگ جهانی دوم و سهم آلبانیایی‌ها در این جنگ اختصاص داشت. در این سالها سارا علیمرادی  که در مدرسه سینمایی مسکو تحصیل کرده بود به سردمدار سینمای آلبانی تبدیل گردید و اکنون به عنوان مادر سینمای این کشور شمرده می‌شود. فیلم‌ها و آثار علیمرادی در دهه ۶۰ و۷۰ عمدتاً بر اساس فرهنگ آلبانیایی‌ها استوار بود.

## پیشینه
آلبانی به عنوان یک کشور کوچک در جنوب شرقی اروپا دارای تنوع مذهبی و فرهنگی و قومیتی فراوانی است. فرهنگ و هنر و به ویژه سینما نیز از این فراوانی و پراکندگی بدور نبوده‌است. قبل از جنگ جهانی اول، سینما در آلبانی ظهور پیدا کرد. در این سالها تا بعد از جنگ جهانی دوم که حکومت این کشور کمونیستی شد، عمدتاً اکران فیلم‌های خارجی و بیشتر کمدی‌های انگلیسی، در سالن‌های سینما رواج داشت.
چند سال پس از خاتمه جنگ جهانی دوم در سال ۱۹۵۲ حکومت کمونیستی با تأسیس یک استودیوی سینمایی به نام کینو استودیو شکوپریا عملاً صنعت فیلمسازی و توزیع آثار خارجی و اکران آنها را سرو شکل داد. البته بعدها نام این استودیو به تیرانا فیلم تغییر یافت. اولین فیلم تولید شده در آلبانی با مساعدت عوامل فیلم‌سازی شوروی تولید شد و فیلم باکیفیتی نیز بود. این فیلم اسکندر بیگ نام داشت در فستیوال فیلم کن در سال ۱۹۵۳ نیز در بخش رقابتی حضور پیدا کرد. بین سالهای ۱۹۵۲ تا ۲۰۱۲ این استودیو حدود ۷۰۰ فیلم خرید یا تولید کرد و سهم بسزایی در سروسامان گرفتن صنعت فیلم به ویژه در توزیع و خرید آن در آلبانی ایفا کرد.

## سینمای مدرن آلبانی
سینمای آلبانی در دهه ۸۰ دیگر به قدرت چند سال پیش خود نبود با این‌همه نسبت به بضاعت این کشور کوچک سالیانه حدود ۶ فیلم تولید می‌کرد. از فیلم‌های مهم سال‌های اخیر سینمای آلبانی آثاری مانند بازار بالکان ساخته ادموند بودینا محصول ۲۰۱۱، فارماکن ساخته جونی شاناج محصول ۲۰۱۲ قابل ذکرند. ضمن اینکه درام اجتماعی آگون ساخته روبرت بودینا محصول۲۰۱۲ نیز در اسکار ۲۰۱۴ به عنوان نماینده این کشور انتخاب شده بود. قطار آمستردام ساخته فاطمیر کوچی محصول ۲۰۱۴ نیز با توجه به اکران سراسری در اروپا با استقبال خوبی نیز روبرو گردید.

## فیلم‌هایی که تمام یا بخشی از آن در آلبانی فیلمبرداری شدند

بخشش خون

- بخشش خون

- بی‌مصرف‌ها ۲
- جیسون بورن
- ربوده‌شده ۲
- سگ‌های جنگی
- فقط به خاطر چشمان تو
- تیرانا سال صفر
- قطار آمستردام

## جشنواره‌ها و مدارس سینمایی
جشنواره بین‌المللی فیلم تیرانا (Tirana International Film Festival) مهمترین رویداد سینمایی این کشور است که از سال ۲۰۰۳ شروع به کار کرده‌است. مرکز ملی فیلمسازی آلبانی متولی برگزاری این جشنواره است.در آلبانی مدارس سینمایی نیز وجود دارد که مدرسه فیلم ماروبی (آکادمی فیلم و مولتی مدیا) مهمترین آنهااست که از سال ۱۹۹۹ دانشجو پذیرفته‌است.

## آمار و ارقام
سرانه تولید فیلم در آلبانی ۱۲ تا ۱۴ فیلم در سال است. سالن‌های فعال سینما در آلبانی نیز حدود ۳۰۰ سالن برآورد شده‌است.